# Johann Leidenfrost
Johann Gottlob Leidenfrost (27. listopadu 1715 – 2. prosince 1794) byl německý lékař a teolog , který jako první popsal fyzikální jev později pojmenovaný jako Leidenfrostův jev.

## Osobní život a kariéra
Johann Gottlob Leidenfrost se narodil 27. listopadu, 1715 v Rosperwendě v kraji Stolberg-Stolberg. Jeho otec, Johann Heinrich Leidenfrost, byl známý kazatel. O Leidenfrostově životě před začátkem jeho akademické kariéry je málo známo.
Leidenfrost nejprve navštěvoval University of Gießen, kde šel ve stopách svého otce tím, že studoval teologii. Brzy ale přešel na medicínu a pokračoval v kariéře na Lipské univerzitě a na univerzitě v Halle.
V roce 1741 získal doktorát v medicíně z velké části založen na dobře-přjímaném pojednání o studiu pohybů lidského těla nazvaném On the Harmonious Relationship of Movements in the Human Body. Po ukončení svých akademických studií strávil několik let na cestách a pracoval jako polní lékař v první Slezské válce.
V roce 1743 Leidenfrost přijal profesorské místo na univerzitě v Duisburgu. V roce 1745 se oženil s místní ženou Annou Cornelií Kalckhoffovou. Johann a Anna měli sedm dětí, včetně Johanny Ulricky (1752-1819), která se později provdala za známého německý teologa Christiana Kraffta. Kromě výuky medicíny, fyziky a chemie na univerzitě v Duisburgu působil Leidenfrost také jako univerzitní rektor a současně si zachoval privátní lékařskou praxi.
V roce 1756 se Leidenfrost stal členem Berlínské akademie věd. Během celého života publikoval více než sedmdesát rukopisů, včetně De Aquae Communis Nonnullis Qualitatibus Tractatus (1756), ve kterém byl poprvé popsán jev dnes známý jako Leidenfrostův (i když byl pozorován již Hermanem Boerhaavem v roce 1732). Leidenfrost zemřel 2. prosince 1794 v Duisburgu, přesně o dvě stě let později než Gerardus Mercator.

## Leidenfrostův jev

Leidenfrostova kapička

Leidenfrostův jev je popsán jako fenomén, při kterém je kapalina v blízkém kontaktu s hmotou výrazně teplejší než je její bod varu. V takovém případě kapalina vytváří izolační parotěsnou vrstvu, která udržuje kapalinu izolovanou od horkého povrchu. To je nejčastěji vidět při vaření. Je možné pokropit pánev kapkami vody, pro posouzení její teploty, je-li teplota pánve na nebo nad Leidenfrostovým bodem, voda se valí po kovu a trvá jí déle se odpařit, než kdyby byla v horké pánvi, ale pod teplotou Leidenfrostova bodu. Jev bývá také použit v některých nebezpečných demonstracích, jako je namáčení mokrého prstu v roztaveném olovu nebo foukání pusou plnou tekutého dusíku, kdy se oba dva pokusy obejdou bez zranění demonstrátora.